# Смоленка (Кармаскалинський район)
Смо́ленка (рос. Смоленка, башк. Смоленка) — присілок у складі Кармаскалинського району Башкортостану, Росія. Входить до складу Старобабичевської сільської ради.
Населення — 8 осіб (2010; 11 в 2002).
Національний склад:
- росіяни — 100 %